# Liste der Monuments historiques in Erquinghem-Lys
Die Liste der Monuments historiques in Erquinghem-Lys führt die Monuments historiques in der französischen Gemeinde Erquinghem-Lys auf.

## Liste der Bauwerke
| Bezeichnung                 | Beschreibung | Standort                        | Kennzeichnung | Schutzstatus | Datum | Bild |
| --------------------------- | ------------ | ------------------------------- | ------------- | ------------ | ----- | ---- |
| Motte                       |              | Le Château (Lage)               | PA00107515    | Inscrit      | 1980  |      |
| Usine de blanchiment Mahieu | Erbaut 1892  | 9, rue des Frères-Mahieu (Lage) | PA59000059    | Inscrit      | 2000  |      |

## Liste der Objekte
| Bezeichnung                                                                | Beschreibung                             | Standort                       | Kennzeichnung | Schutzstatus | Datum | Bild |
| -------------------------------------------------------------------------- | ---------------------------------------- | ------------------------------ | ------------- | ------------ | ----- | ---- |
| Skulpturengruppe: Der heilige Martin teilt seinen Mantel mit einem Bettler | Holz, polychrom gefasst, 18. Jahrhundert | in der Kirche St-Martin (Lage) | PM59008546    | Inscrit      | 1973  |      |
| Skulptur Christus im Grab (gestohlen 1979)                                 | Holz, Ende des 16. Jahrhunderts          | in der Kirche St-Martin (Lage) | PM59008548    | Inscrit      | 1973  |      |
| Taufbecken                                                                 | Sandstein, 1567                          | in der Kirche St-Martin (Lage) | PM59008545    | Inscrit      | 1973  |      |
| Skulptur Christus in der Rast                                              | Holz, polychrom gefasst, 17. Jahrhundert | in der Kirche St-Martin (Lage) | PM59008547    | Inscrit      | 1973  |      |
| Skulptur des heiligen Ghislain                                             | Holz, polychrom gefasst                  | in der Kirche St-Martin (Lage) | PM59008549    | Inscrit      | 1973  |      |
| Säule und Kapitell aus der alten Kirche                                    | Sandstein, 16. Jahrhundert               | in der Kirche St-Martin (Lage) | PM59008550    | Inscrit      | 1973  |      |